# Simon Wulfse
Simon Wulfse (Dordrecht, 12 januari 1952) is een voormalig 'Sterkste Man' en powerlifter. Simon wordt vaak 'Siem' genoemd door andere krachtsporters, maar is ook buiten de sport onder die naam bekend.

## Beste Sterkste Man resultaten
- Sterkste Man van Nederland 1e (1982)[1]
- Sterkste Man van Europa 1e (1983)
- Sterkste Man van de Wereld 3e (1983)[2]
- World Muscle Power Championship 3e (1986 en 1987)

## Statistieken begin jaren 80
- Lengte: 185 cm
- Gewicht: 120 kg
- Biceps: 48 cm
- Borstomvang: 135 cm[3]

## Powerlifting
Na Cees de Vreugd was Simon Wulfse de tweede man in Nederland die de grens van 1000 kg met powerlifting wist te halen. Hij deed dit in een gewichtsklasse die lager is dan de gewichtsklasse van Cees de Vreugd, namelijk tot 125 kg.